# Auberge d'Angleterre (Il-Birgu)
Pour les articles homonymes, voir Auberge d'Angleterre.
L’auberge d'Angleterre (maltais : I Berġa tal-Ingilterra) est une auberge hospitalière située à Il-Birgu à Malte. Elle a abrité des chevaliers de l'ordre de Saint-Jean de Jérusalem originaires de la langue d'Angleterre.
Elle est installée à la place d'un bâtiment qui a été vendu en 1534 à un chevalier du nom de Clement West. Il en a fait don à la langue d'Angleterre en 1535, qui y installe son siège. Le bâtiment est agrandi et se voit ajouter un premier étage.
L'arrière de l'auberge est reliée à l'auberge d'Allemagne. La dissolution de la langue d'Angleterre au XVIe siècle lors de la Réforme anglaise empêche la construction d'une nouvelle auberge à La Valette en 1570 lorsque les chevaliers y déplacent leur siège. La langue est réatablie en 1782 sous le nom de langue anglo-bavaroise et s'installe alors à l'auberge de Bavière.
L'auberge est construite dans un style Melitan et suit le même plan que l'auberge de France. Elle possède un étage et est agencée autour d'une cour.
Sa façade accueille une porte surmontée par une fenêtre circulaire et deux balcons qui l'encadrent. Le balcon du premier étage est entouré par des fenêtres. La porte et les fenêtres sont décorées par des moulures du style Melitan.
L'auberge est inscrite dans plusieurs inventaires visant à sa protection, comme dans l'Antiquities List of 1925 et dans l'inventaire national du patrimoine culturel des îles maltaises. Il a été classé au niveau 1 des monuments nationaux en 2009. C'est l'auberge la mieux préservée à Il Birgu.
Le bâtiment a accueilli successivement une bibliothèque municipale, l'ONG The Three Cities Foundation, et un centre de santé.